# マキシム・ライチュ
マキシム・ライチュ （Maxim Leitsch、1998年5月18日- ）は、ドイツ・エッセン出身のプロサッカー選手。1.FSVマインツ05所属。ポジションは左サイドバックおよびセンターバック。

## キャリア

### クラブ
ライチュは、エッセナーSV1899のユースチームでサッカーを始め、2007年にSGヴァッテンシャイトのユースに移った。2008年に、VfLボーフムの育成部門に移籍し 、2016/17年シーズンからプロチームに所属している。2016年12月10日、TSV1860ミュンヘンとのホーム戦で2. ブンデスリーガのデビューを果たした。（結果は1-0で勝利）。
2022年5月22日、マインツへの移籍が発表された。

### 代表
ライチュは2015年のドイツU18代表に二度選出、2016年でもU19代表の試合に二度出場している。

## タイトル
- 2015年　Bジュニア-ヴェストファーレンカップ優勝[6]

- 2016年　Aジュニア-ヴェストファーレンカップ優勝[7]

VfLボーフム
- 2. ブンデスリーガ：2020-21